# Mšeno
Mšeno (en allemand : Mscheno ou Wemschen) est une ville du district de Mělník, dans la région de Bohême-Centrale, en République tchèque. Sa population s'élevait à 1 403 habitants en 2024.

## Géographie
Mšeno se trouve à 15 km au nord-est de Mělník, à 20 km à l'ouest-nord-ouest de Mladá Boleslav et à 43 km au nord-nord-est de Prague.

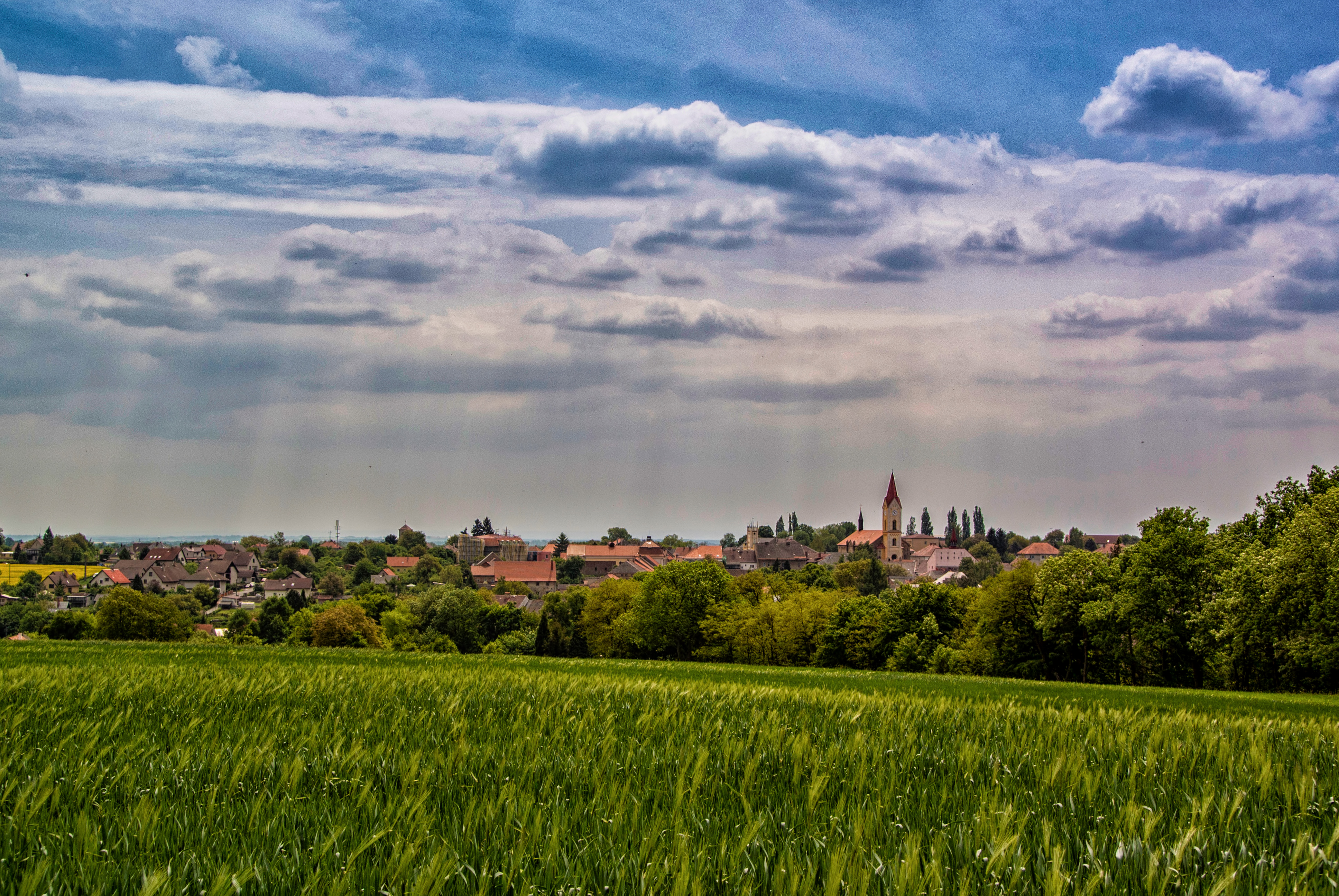
Mšeno : vue générale.

La commune est limitée par Blatce au nord, par Nosálov, Lobeč et Vrátno à l'est, par Stránka, Chorušice et Kanina au sud, et par Kokořín et Dobřeň à l'ouest.

## Histoire
La première mention écrite de la localité date de 1306.

## Patrimoine

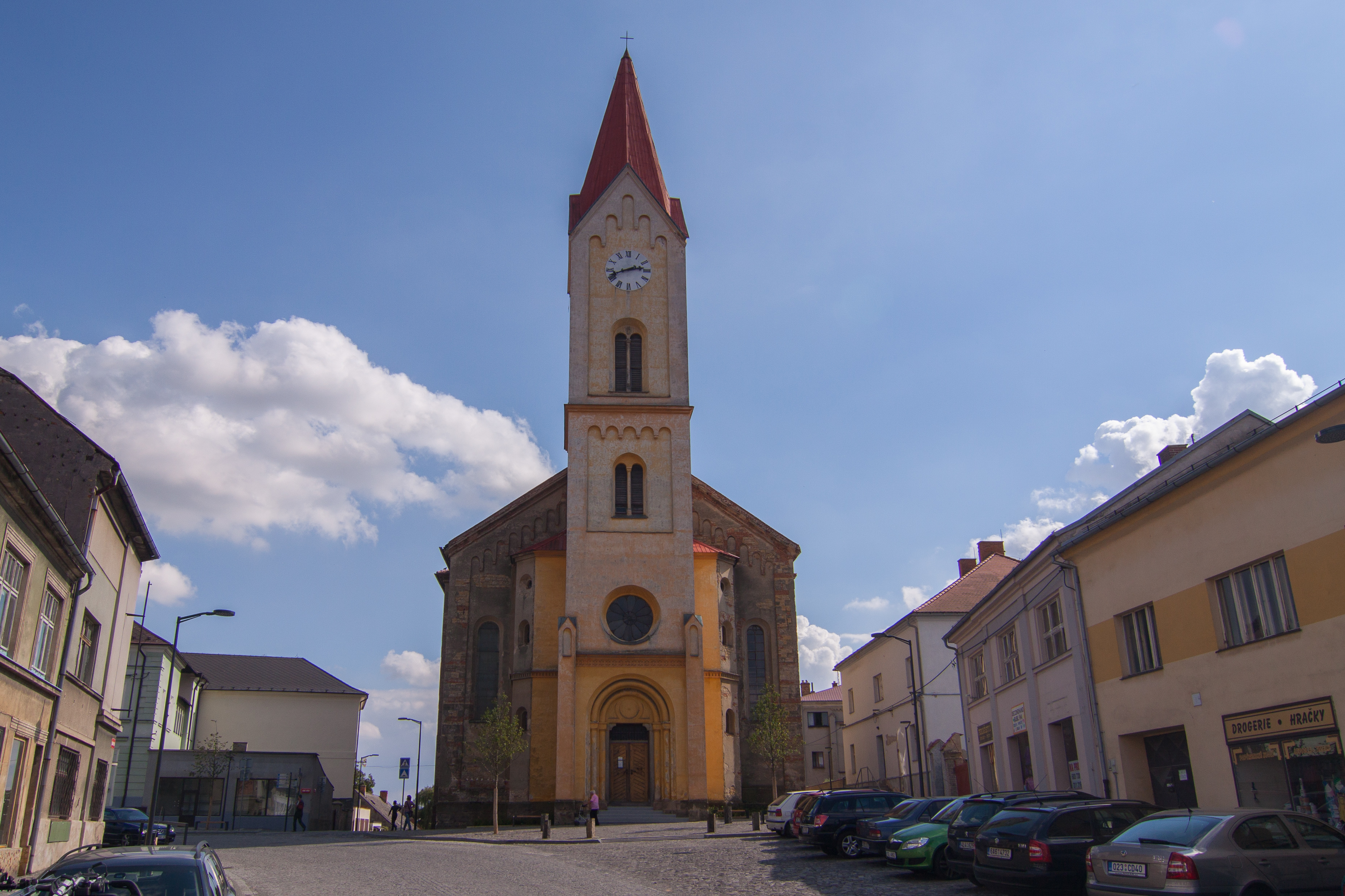
Église Saint-Martin : le porche.
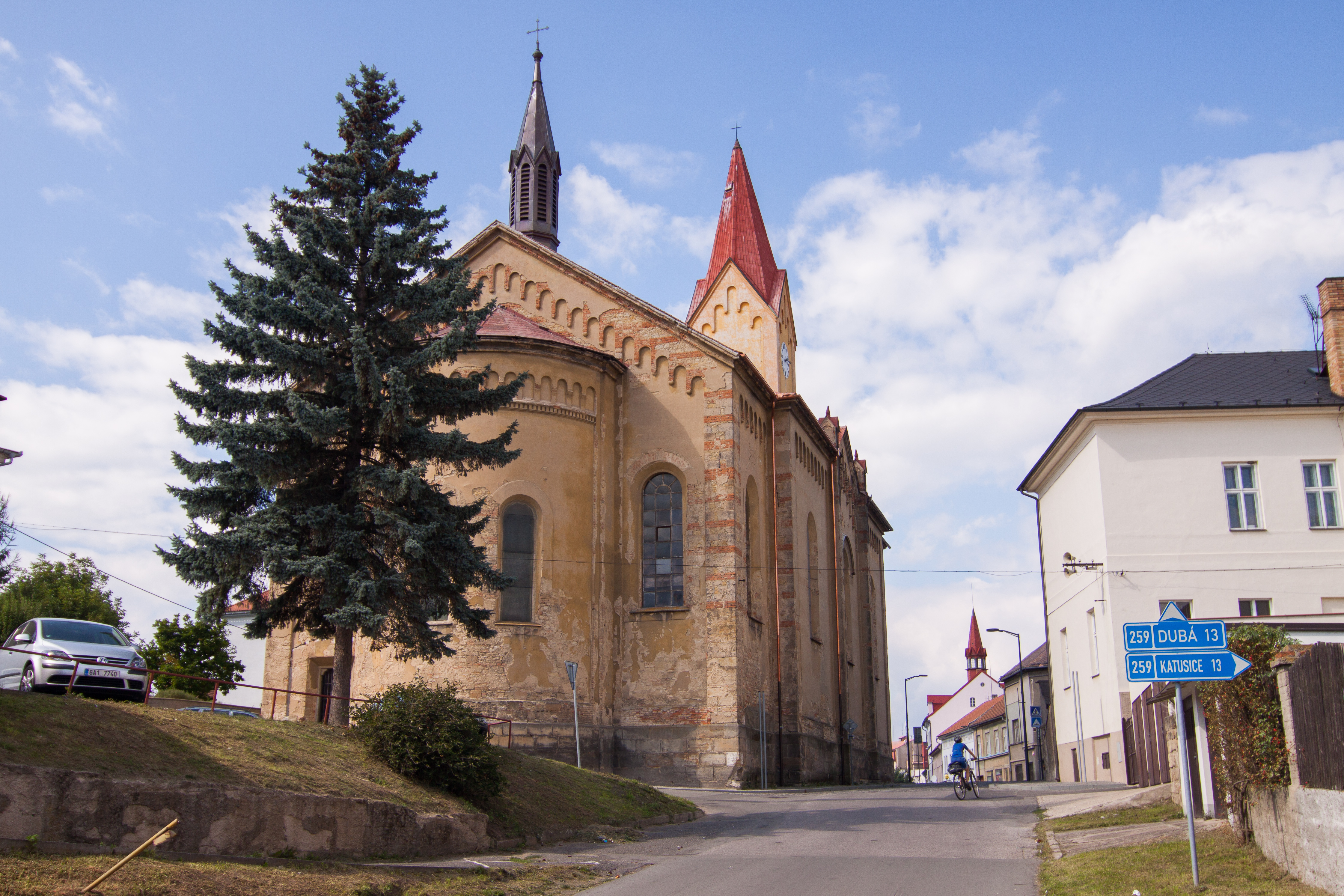
Église Saint-Martin : le chevet.

## Administration
La commune se compose de neuf sections :
- Mšeno
- Brusné 2.díl
- Hradsko
- Olešno
- Ráj
- Romanov
- Sedlec
- Skramouš
- Vojtěchov

## Transports
Par la route, Mšeno se trouve à 18,3 km de Mělník, à 26,5 km de Mladá Boleslav et à 54,4 km du centre de Prague.